# Parròquia de Sant Pacià
La Parròquia de Sant Pacià és una església situada al carrer del Vallès, 40 del barri de Sant Andreu de Palomar de Barcelona, catalogada com a bé amb elements d'interès (categoria C). i inclosa l'Inventari del Patrimoni Arquitectònic de Catalunya.

## Història
A finals de la dècada del 1850, les religioses de Jesús-Maria es van instal·lar en uns terrenys de la masia de can Badaló, i el 1876 van encarregar el projecte a l'arquitecte Joan Torras i Guardiola, originari de Sant Andreu del Palomar, i es va inaugurar el 1881. Antoni Gaudí, alumne de Joan Torras, es va incorporar a l'equip i va dissenyar el paviment, el conjunt de mosaics de dibuixos geomètrics, els aparells d'enllumenat i el mobiliari per a l'escola. Probablement, tal com detalla Joan Bassegoda i Nonell, és la seva primera obra, però alguns d'aquests elements s'han perdut.
El 1890, les monges van vendre tot el complex a l'ordre dels germans maristes, que hi van instal·lar també una escola per a nois i altres dependències del convent. El 1909, durant la Setmana Tràgica, va ser incendiat, i posteriorment, el recinte va ser parcel·lat i venut. A partir del 1922, any en el qual es construí el campanar, va reprendre les funcions de culte. Finalment, a partir del 1929 va passar a ser parròquia.

## Descripció
L'església adopta una solució de llenguatge goticista, el qual va caracteritzar bona part del segle xix, especialment a partir dels anys 1840. És de nau única, amb voltes ogivals nervades i amb finestrals alts d'arc apuntat. Els murs són de maçoneria recolzats sobre contraforts, seguint les solucions constructives del període gòtic. El cor es va situar als peus de l'església, amb l'afegit d'un absis de base poligonal i completant el conjunt amb un campanar de gran alçada.